# Roland Farjon
Pour les articles homonymes, voir Farjon.
Roland Farjon (né le 22 février 1910 à Boulogne-sur-Mer et mort le 23 juillet 1945 à Paris) est un industriel et résistant français.

## Biographie

### Famille
Issu d'une famille de notables du Pas-de-Calais, Jean Pierre Félix Marcel Roland Farjon est le fils de Roger Farjon, homme politique et industriel, propriétaire du groupe Baignol et Farjon. Par sa femme Monique Sainsère, il est aussi le petit-cousin par alliance du général de Gaulle.

### Activités avant l'engagement résistant
Roland Farjon étudie à l'École libre des sciences politiques puis, lors de son service militaire, à l'École de cavalerie de Saumur. Il participe ensuite à la gestion du groupe familial.  
Parallèlement, il rejoint les Croix-de-feu en s'inscrivant aux Volontaires nationaux et s'implique dans les « dispos », le service d'ordre du mouvement. Suivant son évolution, il rejoint ensuite le Parti social français.
Lors de la mobilisation en 1939, il est officier au 70e GRDI. Roland Farjon combat avec ses hommes en Lorraine où il est fait prisonnier le 22 juin 1940. Ses actions lui valent une citation et la Croix de guerre. Grâce à ses relations familiales, il obtient, en juin 1941, sa libération et une nomination auprès de Jean Borotra au Commissariat général à l’Éducation générale et aux Sports. Ses nouvelles fonctions lui permettent d'acquérir des laissez-passer et facilitent ses déplacements dans la France occupée.

### Résistance
À peine libéré, Roland Farjon se trouve en contact dès juillet 1941 avec Jacques Arthuys, le fondateur de l'Organisation civile et militaire (OCM), qui s'impose comme l'un des principaux mouvements de la Résistance. Profitant de sa mobilité de fonctionnaire, Roland Farjon devient agent de liaison. L'arrestation de Jacques Arthuys à Paris le 21 décembre 1941 complique l'action du réseau qu'il faut réorganiser. Au printemps 1942, le colonel Alfred Touny, nouveau chef de l'OCM, lui donne la mission de diriger et développer la région Nord.
Lors d'un séjour à Paris, le 23 octobre 1943, Roland Farjon est arrêté, en compagnie d'autres résistants, par la police allemande. Imprudent, il a sur lui le nom de son adresse parisienne (le 24, rue de Clichy). Le 24 octobre, les Allemands y perquisitionnent des documents qui mettent en péril le réseau et accablent Farjon. Ne pouvant nier son rôle de chef de la région Nord, il est emprisonné, interrogé et conduit dans divers lieux de détention (prison de Fresnes, Paris, Lille, Arras...). Le 10 juin 1944, retenu à Senlis, il s'évade avec un autre membre de l'OCM, Pierre Pène.
Par la suite, dans un rapport dressé le 16 juin 1944, Roland Farjon reconnait les erreurs qu'il a commises et qui ont compromis le réseau. Grâce à l'OCM, il retrouve, malgré tout, un rôle au sein de la Résistance, dans un maquis en Eure-et-Loir. Il s'y illustre et participe à la libération de Dreux (Eure-et-Loir), le 16 août 1944, puis à la libération de Paris, le 25 août 1944[source insuffisante].
Roland Farjon quitte la Résistance et gagne en janvier 1945 en tant que lieutenant une unité régulière, le 1er régiment de fusiliers marins, au sein de laquelle il est blessé à Menton au printemps.

### «Affaire Farjon»
L'arrestation de Farjon en 1943 et les propos qu'il a tenus à Pierre Pène jettent le doute sur son comportement face aux Allemands. Farjon a-t-il parlé ? Des plaintes d'anciens de l'OCM sont déposées contre lui et débouchent sur l'ouverture d'une instruction judiciaire par le parquet de Lille le 1er juillet 1945. Convoqué le 18 du même mois, il obtient un sursis jusqu'au 21. Très abattu, il ne se présente pas à la date convenue et disparaît. Un corps est repêché dans la Seine le 23 août. Les vêtements retrouvés à proximité puis identifiés font penser que la dépouille est celle de Roland Farjon.
Après la disparition de Farjon, des doutes apparaissent laissant entendre que sa mort a été maquillée ; qu'il serait en fuite ou qu'il aurait été assassiné. Le mystère entourant le décès du résistant est à l'origine du livre de Gilles Perrault, La Longue Traque, paru aux éditions Lattès en 1975 (réédité par éditions Fayard en 1998).